# Bjørn Einar Romøren
Bjørn Einar Romøren (n. 1 aprilie 1981, Oslo, Norvegia) este un fost săritor cu schiurile norvegian care a deținut recordul mondial la această probă, cu performanța de 239 m, dar a fost depasit de compatriotul sau Johan Remen Evensen.

## Traiectorie
Romøren a efectuat primele sărituri la vârsta de trei ani și jumătate. A ales săriturile cu schiuri pentru că fratele său mai mare Jan-Erik, practica acest sport. În copilărie a mai practicat Combinata nordică, Schiul alpin, Indoor Climbing, scufundările și a jucat tenis, toate la nivel de amatori. La 12 ani a sărit cu o mână ruptă de pe trambulina Lysgaard, din Lillehammer și a atins distanța de 115 m, depășind astfel pentru prima oară în carieră 100 m.
Prima participare a lui Romøren (legitimat la clubul Hosle IL), într-o etapă de Cupă Mondială, a fost înregistrată în sezonul 2001/2002. Prima victorie de etapă a obținut-o în cadrul turneului celor patru trambuline, pe 6 ianuarie 2003 la Bischofshofen, care era de altfel prima victorie norvegiană în cadrul turneului celor patru trambuline din 1994 încoace. Astfel a fost cooptat de antrenorul Mika Kojonkoski în echipa de bază a Norvegiei, cu care a câștigat în același an medalia de bronz la Campionatul mondial de schi nordic, la Val di Fiemme. Sezonul 2002/2003 l-a încheiat pe locul 14 în Cupa Mondială. La Campionatul mondial de schi nordic din 2005 de la Oberstdorf a câștigat din nou medalia de bronz cu echipa, pe trambulina mare. În 2004 și 2006 a devenit campion mondial de zbor cu schiurile, cu echipa. La Jocurile Olimpice din 2006 de la Torino a obținut medalia de bronz pe trambulina normală cu echipa, din care au mai făcut parte Lars Bystøl, Tommy Ingebrigtsen și Roar Ljøkelsøy. De altfel a obținut victoria la individual și medalia de argint pe echipe (cu echipa Akershus), la campionatul Norvegiei, la sfârșitul lunii februarie 2006.
De-a lungul carierei sale, Romøren s-a clasat pe podium de 20 de ori, câștigând nouă etape la individual (opt în Cupa Mondială, una în Grand Prix-ul de vară) și șase cu echipa în Cupa Mondială. Cea mai bună clasare, la final de sezon, a fost locul trei în sezonul 2003/04. De asemenea, din 20 martie 2005 deține recordul de zbor cu schiurile, stabilit la Planica cu 239 m.
Romøren studiază informatica economică la Școala Norvegiană de Management și locuiește cu părinții. De la începutul anului 2006 deține și o locuință în localitatea spaniolă La Manga, unde obișnuiește să joace golf. În primăvara lui 2006 Romøren s-a mutat în luxosul cartier Majorstua din Oslo.

## Palmares

### Jocurile Olimpice
- Bronz, Torino 2006, cu echipa pe trambulina mare

### Campionatul mondial de schi nordic
- Bronz, Val di Fiemme 2003, cu echipa pe trambulina normală
- Bronz, Oberstdorf 2005, cu echipa pe trambulina mare
- Bronz, Oslo 2008, la individual pe trambulina mare

### Campionatul mondial de zbor cu schiurile
- Aur, Planica 2004, cu echipa
- Aur, Kulm 2006, cu echipa
- Bronz, Oberstdorf 2008, cu echipa
- Argint, Planica 2010, cu echipa

### Cupa Mondială

#### Clasări la final de sezon
- Sezon 2002/2003 – 14.
- Sezon 2003/2004 – 3.
- Sezon 2004/2005 – 14.
- Sezon 2005/2006 – 6.
- Sezon 2006/2007 – 23.
- Sezon 2007/2008 – 11.
- Sezon 2008/2009 - 34
- Sezon 2009/2010 - 9

#### Etape câștigate
1. Austria Bischofshofen – 6 ianuarie 2003
2. Finlanda Lahti – 7 martie 2004
3. Finlanda Kuopio – 10 martie 2004
4. Slovenia  Planica – 20 martie 2005
5. Japonia Sapporo – 21 ianuarie 2006
6. Slovenia  Planica – 18 martie 2006
7. Franța Courchevel  - 18 august 2007
8. Germania Willingen  - 17 februarie 2008
9. Finlanda Kuusamo - 28 noiembrie 2009